# Stenorrhina degenhardtii
Stenorrhina degenhardtii es una especie de serpiente que pertenece a la familia Colubridae. Es nativo del sudeste de México, América Central (Guatemala, Belice, El Salvador, Honduras, Nicaragua, Costa Rica, Panamá), y Sudamérica (Colombia, Venezuela, Perú, y Ecuador).

## Taxonomía
Se reconocen las siguientes subespecies:
- S. degenhardtii ocellata Jan, 1876
- S. degenhardtii degenhardtii (Berthold, 1846)
- S. degenhardtii mexicana (Steindachner, 1867)